# Africa Cup Sevens Femenino 2006
La Africa Sevens Femenino de 2006 fue la primera edición del principal torneo de rugby 7 femenino de África.

## Fase de grupos

### Grupo A
| Equipo    | Encuentros | Encuentros | Encuentros | Encuentros | Tantos  | Tantos    | Tantos     | Puntos |
| Equipo    | jugados    | ganados    | empatados  | perdidos   | a favor | en contra | diferencia | Puntos |
| --------- | ---------- | ---------- | ---------- | ---------- | ------- | --------- | ---------- | ------ |
| Sudáfrica | 3          | 3          | 0          | 0          | 62      | 5         | +57        | 9      |
| Kenia     | 3          | 2          | 0          | 1          | 55      | 14        | +41        | 7      |
| Zambia    | 3          | 1          | 0          | 2          | 21      | 48        | −27        | 5      |
| Uganda A  | 3          | 0          | 0          | 3          | 5       | 76        | −71        | 3      |

### Grupo B
| Equipo   | Encuentros | Encuentros | Encuentros | Encuentros | Tantos  | Tantos    | Tantos     | Puntos |
| Equipo   | jugados    | ganados    | empatados  | perdidos   | a favor | en contra | diferencia | Puntos |
| -------- | ---------- | ---------- | ---------- | ---------- | ------- | --------- | ---------- | ------ |
| Uganda   | 3          | 3          | 0          | 0          | 134     | 5         | +129       | 9      |
| Ruanda   | 3          | 2          | 0          | 1          | 71      | 24        | +47        | 7      |
| Zimbabue | 3          | 1          | 0          | 2          | 15      | 79        | −64        | 5      |
| Burundi  | 3          | 0          | 0          | 3          | 0       | 112       | −112       | 3      |

## Fase Final

### Copa de oro
|  | Semifinales | Semifinales | Semifinales |        |           | Copa      | Copa | Copa |  |
|  |             |             |             |        |           |           |      |      |  |
|  |             |             |             |        |           |           |      |      |  |
|  | Sudáfrica   | Sudáfrica   | 48          |        |           |           |      |      |  |
|  | Sudáfrica   | Sudáfrica   | 48          |        |           |           |      |      |  |
|  | Ruanda      | Ruanda      | 0           |        |           |           |      |      |  |
|  | Ruanda      | Ruanda      | 0           |        | Sudáfrica | Sudáfrica | 15   |      |  |
|  |             |             |             |        | Sudáfrica | Sudáfrica | 15   |      |  |
|  |             |             | Uganda      | Uganda | 7         |           |      |      |  |
|  | Uganda      | Uganda      | Uganda      | Uganda | 7         | 22        |      |      |  |
|  | Uganda      | Uganda      |             |        |           | 22        |      |      |  |
|  | Kenia       | Kenia       | 17          |        |           |           |      |      |  |
|  | Kenia       | Kenia       | 17          |        |           |           |      |      |  |
|  |             |             |             |        |           |           |      |      |  |

| Bandera de Sudáfrica |
| Campeón Sudáfrica    |
| Primer título        |